# Anna Maria Mammoliti
Anna Maria Mammoliti (Melissano, 28 agosto 1944 – Roma, 27 marzo 2009) è stata un'attivista, giornalista e editrice italiana per le pari opportunità delle donne, fondò il Club delle donne, la rivista Minerva, il Premio Minerva.

## Biografia
Nacque a Melissano in provincia di Lecce nel 1944. Negli anni 50 visse in Calabria. Dopo varie esperienze in Italia, Svizzera e Germania si trasferì a Roma alla fine degli anni 60. Fu attivista per i diritti civili delle donne e nel Partito Socialista Italiano. Si laureò con lode in sociologia alla università La Sapienza nel 1978. Dal 1979 fu giornalista per la RAI, Il Tempo, L’Opinione ed altre testate. Nel 1982 fondò prima il Club delle donne, poi 1983 il Premio Minerva e nel 1984 la rivista Minerva di cui fu giornalista ed editrice. Insignita del titolo di Cavaliere Ufficiale del Lavoro del Presidente della Repubblica Italiana nel 1986 e Cavaliere Ufficiale dalla Presidenza del Consiglio dei Ministri nel 1987. Ricevette riconoscimenti quale il premio Fregene come scrittrice ed altri premi come giornalista. Morì a Roma il 27 marzo 2009. Il Premio Minerva è intitolato ad Annamaria Mammoliti dal 2009.

### L'attivismo e la politica
Dal 1969 fu attivista per i diritti civili in particolare delle donne. Partecipa alla stagione più animata del femminismo da lei in seguito definito “urlato” in prima fila alle manifestazioni e delle contestazioni di piazza. Aderì al Partito Socialista Italiano a cui restò sempre fedele coprendo svariati incarichi dirigenziali a livello romano e nazionale sempre portavoce anche in quel ambito delle istanze dei diritti civili in particolare del mondo femminile. Per il PSI pubblicò la monografia: La donna e la politica. Nel 1981 venne invitata a Brasilia per tenere alcune conferenze in sede universitaria sul debito dei paesi del Terzo Mondo e su Giuseppe ed Anita Garibaldi. Nel 1983 viene invitata per la seconda volta dal Dipartimento di Stato USA tramite l’Ambasciata di Roma a tenere un ciclo di tre settimane di conferenze ed incontri con donne delle istituzioni e delle organizzazioni femminili in varie città degli USA. Incontra Betty Fridean e Geraldine Ferraro. Con 12500 preferenze Fu eletta nel consiglio comunale di Roma ove ricoprì la carica di presidente della commissione ambiente (1989-1991).

### Giornalista, scrittrice, editrice
Da giornalista ha collaborato con la testata il Tempo, di cui tenne la rubrica “Contropelo” dal 1993 conquistando la stima e poi l’amicizia professionale dell’allora direttore Gianni Letta. Numerose furono le collaborazioni con la Rai come reporter a Roma dal 1979 al 1981, come consulente sociologa (1980-1981), per le trasmissioni Check Up 1999-2000 e Linea Verde 2001. Fu editorialista per il quotidiano l’Opinione. Nel 1982 pubblica assieme ad Antonio Manca ed Eugenio Santoro un libro inchiesta dal titolo Peccato capitale: la droga a Roma, che vinse il Premio Fregene. 
Nel 1982 divenne editrice della rivista mensile Minerva dedicata al mondo delle donne. La Mammoliti concepì la rivista come collegamento tra donne e società. Minerva era distribuita tramite le edicole e per abbonamento raggiungendo la tiratura di 35 000 copie. Numerose furono le interviste a donne di successo da lei condotte e pubblicate su Minerva. Alla rivista fu assegnato il Premio della Cultura della Presidenza del Consiglio dei Ministri nel 1987. Anna Maria Mammoliti fu curatrice di corposi dossier associati alla rivista Minerva su varie tematiche tra cui: Cronache e storia delle donne nel mondo della pittura nel 1988; Il percorso delle donne nella storia e nelle scienze dal medioevo ad oggi nel 1988; L'Evoluzione della presenza femminile nella storia della letteratura italiana nel 1988; Giuliano Vassalli : le sue opinioni, la sua storia nel 2006; L'agricoltura del Lazio: il nuovo made in Italy nel 2007. Si adoperò anche per la formazione con il Corso Biennale di Giornalismo 1997-1998, destinato a dieci donne del centro-sud ed un secondo Corso di Giornalismo nel 2005-2006.

### Il Club delle donne
Anna Maria Mammoliti disse di averlo fondato per promuovere quella sorellanza che tra donne era mancata. Le donne che “ce l’hanno fatta” possono fare da esempio e tendere la mano per sollevare le meno fortunate. Citò a tal proposito l’esempio di Marisa Bellisario che nel 1981 giunta al vertice di Italtel portò con sé una squadra composta prevalentemente da altre donne ottenendo in tre anni il risanamento della azienda ed il consenso dei sindacati. Propose un modo diverso di interpretare il femminismo superando la stagione urlata per impegnarsi in un fare concreto dentro la società con il supporto e l’autorevolezza di donne, note e non note, che si erano conquistate con merito un ruolo di rilievo nel loro contesto sociale, culturale o lavorativo. L'associazione aveva come scopo la promozione di studi inerenti alla donna nella società, nel lavoro, nell’arte, nello spettacolo, rispetto alla droga e alla violenza, organizzava dibattiti e corsi. Con l’aiuto di Marisa Bergamini raccolse testi rari, alcuni unici, inerenti alla storia del mondo femminile che vennero organizzati in una biblioteca. Le socie avvocatesse si prestano per dare supporto solidale a donne vittima di soprusi e violenze. Aderirono militanti socialiste, sindacaliste, nobildonne romane, ma anche casalinghe, impiegate, docenti, artiste, professioniste ed imprenditrici, donne comuni e personalità note tra cui: Carla Fendi, Micol Fontana, Marisa Belisario, Marta Marzotto, Suso Cecchi d’Amico, Cinzia TH Torrini.
Tra gli uomini aderirono, Renato Guttuso che disegnerà il simbolo e la spilla del Premio Minerva, Paolo Portoghesi, Renzo Foa, Vincenzo Visco, Giuliano Cazzola, Antonio Ruberti.
Nel 1985, il Club delle Donne riceve il Premio della Cultura dalla Presidenza del Consiglio.
A partire dalla fondazione sulla stampa nazionale comparve l’opinione del Club delle donne sulle principali istanze che coinvolgevano il mondo femminile spesso con interviste alla presidente e portavoce Anna Maria Mammoliti.

### Il Premio Minerva

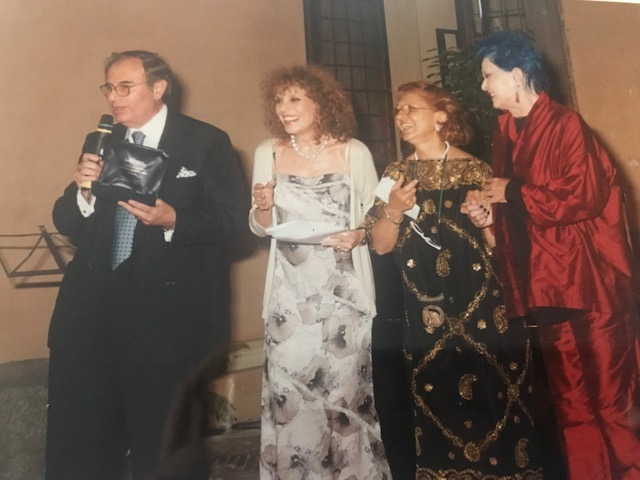
Premio Minerva 2003

Alla cerimonia in cui nel 1982 Annamaria Mammoliti ricevette il Premio Fregene, come autrice del libro Peccato Capitale. La droga a Roma, scritto insieme ad Antonio Manca ed Eugenio Santoro, constatò di essere l’unica donna premiata. La sua sensibilità ed attivismo per le pari opportunità le diedero la determinazione di ribaltare quella situazione e di istituire il Premio Minerva, il primo riconoscimento italiano dedicato alle eccellenza femminili, che per anni si è svolto sotto l'Alto Patronato del Presidente della Repubblica ed è patrocinato dalle più importanti istituzioni italiane. Con il supporto del Club delle donne, viene istituita una giuria di personalità varie che sceglie donne da premiare per l’imprenditoria, la dirigenza, la politica, l’impegno sociale, il cinema, la letteratura, le professioni e, infine, un unico premio riservato a una personalità maschile.
Il premio consiste in una spilla in oro e pietre preziose raffigurante la testa di Minerva, disegnata appositamente da Renato Guttuso. Alla prima edizione nel 1983 in sala erano presenti, tra gli altri, Alberto Moravia, Renato Guttuso, Susanna Agnelli, Umberto Veronesi, Marisa Bellisario, Simone Veil, Hanna Schygulla, Renzo Arbore.
Tra le centinaia di premiate nelle 30 edizioni tenute fino al 2019 ci sono: Simone Veil, prima donna presidente del Parlamento Europeo, Nilde Iotti, prima donna presidente del Parlamento italiano, Emma Marcegaglia, imprenditrice poi presidente di Confindustria, Letizia Moratti, imprenditrice poi presidente Rai e sindaco di Milano, l’imprenditrice Diana Bracco, l’astrofisica Margherita Hack, il Ministro della Famiglia del Marocco Nouzha Skalli, le registe Lina Wertmüller e Liliana Cavani, le atlete Sara Simeoni e Maria Canins, le scrittrici Camilla Cederna ed Elsa Morante, la giornalista Lietta Tornabuoni, le attrici Monica Vitti, Lucia Bosè, Piera Degli Esposti, Lina Sastri e Mariangela Melato, il magistrato poi presidente del Tribunale di Milano Livia Pomodoro, Elisabetta Belloni, la parlamentare irachena Safia Al Souhail, la blogger tunisina Lina Ben Mhenni, la poetessa yemenita ed attivista per i diritti umani Arwa Othman, il Direttore generale dell’UNESCO Irina Bokova, l’alleanza islandese Kvennalistinn, la parlamentare afghana Fawzia Koofi, l'attivista tunisina per i diritti umani Khadija Cherif, la Vice Presidente iraniana Mahoumeh Ebtekar, la ex presidente del Kirghizistan Rosa Othunbayeva, la vicepresidente della Corte penale dell'Aia Joyce Alouch, Marta Cartabia prima donna presidente della Corte costituzionale italiana, l’ambientalista indiana Vandana Shiva.
Tra le donne premiate, coinvolte nella giuria o presentatrici vi sono anche Margherita Boniver, Sandra Milo e Marisa Laurito.
Tra gli uomini come giurati o premiati vi sono Gianni Letta, Gaetano Gifuni, Ruggero Orlando, Gianfranco Imperatore, Sandro Curzi, Gianni Minoli. Per il Premio all’ Uomo Umberto Veronesi fu premiato nel 1983, Sandro Pertini nel 1985, Mario Monicelli nel 1986, don Andrea Gallo nel 1997, Francesco Cossiga nel 2003, Andrea Monorchio e Guido Bertolaso nel 2005, Luca Zingaretti nel 2008, padre Giulio Albanese nel 2010.
Nel 2019 le premiate del Premio Minerva Anna Maria Mammoliti sono state ricevute al Quirinale dal Presidente Mattarella.

### Vita privata
Era sposata con Pierluigi Severi. La coppia ha avuto due figli.

## Onorificenze e riconoscimenti
Premio Fregene 1982
Cavaliere Ufficiale del Lavoro del Presidente della Repubblica Italiana da Francesco Cossiga nel 1986
Premio Donna Città di Roma 1986
Cavaliere Ufficiale dalla Presidenza del Consiglio dei Ministri nel 1987
Premio Diritti Umani 2008 della FlipNews
Premio della cultura della Presidenza del Consiglio 1996